# Angela Paton
Angela Paton (* 11. Januar 1930 in Brooklyn, New York; † 26. Mai 2016 in Oakland, Kalifornien) war eine US-amerikanische Schauspielerin.

## Leben
Angela Paton arbeitete über viele Jahrzehnte als Theaterschauspielerin im Gebiet um San Francisco und war langjähriges Mitglied des American Conservatory Theater. Sie war Mitbegründerin der Theatergruppe Berkeley Stage Company aus dem kalifornischen Berkeley. Am Broadway war sie ebenfalls in mehreren Stücken zu sehen. Ihr Filmdebüt machte Patton im Jahre 1971 mit einer kleinen Rolle im Filmklassiker Dirty Harry. Doch erst Ende der 1980er-Jahre, als sie bereits fast 60 Jahre alt war, begann sie regelmäßig für Film und Fernsehen als Schauspielerin zu arbeiten. In sechs Folgen der Serie Falcon Crest spielte sie zwischen 1988 und 1989 die Rolle der Harriet Anderson. Anschließend war Patton meist auf die Darstellung von freundlichen älteren Damen in Nebenrollen festgelegt. So verkörperte sie etwa Bill Murrays Gastwirtin Mrs. Lancaster in der Komödie Und täglich grüßt das Murmeltier (1993) und war als Großmutter in American Pie – Jetzt wird geheiratet (2003) zu sehen. Insgesamt umfasst ihr filmisches Schaffen mehr als 95 Film- und Fernsehproduktionen, zuletzt war sie 2014 im Kurzfilm Last Wishes zu sehen. 
Angela Paton war von 1952 bis zu ihrem Tod mit Robert Goldsby (* 1926), einem Theaterregisseur und Professor für Schauspielerei, verheiratet. Sie starb im Mai 2016 im Alter von 86 Jahren an einem Herzinfarkt.

## Filmografie (Auswahl)

### Kino- und Fernsehfilme
- 1971: Dirty Harry
- 1988: Winnie (Fernsehfilm)
- 1989: Eine Frau klagt an (Roe vs. Wade, Fernsehfilm)
- 1989: Manhunt – Eine Stadt jagt einen Mörder (Hunt for the Night Stalker, Fernsehfilm)
- 1990: Flatliners – Heute ist ein schöner Tag zum Sterben (Flatliners)
- 1990: Ein Mädchen namens Dinky (Welcome Home, Roxy Carmichael)
- 1991: Man liebt nur Zweimal (Lies of the Twins, Fernsehfilm)
- 1992: Der letzte seines Stammes (The Last of His Tribe, Fernsehfilm)
- 1992: Eine Frau für alle Fälle (Criminal Behavior, Fernsehfilm)
- 1993: Und täglich grüßt das Murmeltier (Groundhog Day)
- 1993: … und das Leben geht weiter (And the Band Played On, Fernsehfilm)
- 1994: Blackout – Ein Detektiv sucht sich selbst (Clean Slate)
- 1994: Operation Blue Sky (Blue Sky)
- 1994: Grenzenloses Leid einer Mutter (Where Are My Children, Fernsehfilm)
- 1994: Schneesturm im Paradies (Trapped in Paradise)
- 1995: Familienfest und andere Schwierigkeiten (Home for the Holidays)
- 1996: Auge um Auge (Eye for an Eye)
- 1996: Hollywood Boulevard
- 1997: Lolita
- 1998: Eine Hochzeit zum Verlieben (The Wedding Singer)
- 1998: Mein millionenschwerer Märchenprinz (The Con, Fernsehfilm)
- 1999: The Joyriders
- 2001: Joe Dreck (Joe Dirt)
- 2001: The Kennedys (Fernsehfilm)
- 2003: State of Mind (The United States of Leland)
- 2003: Die, Mommie, Die!
- 2003: American Pie – Jetzt wird geheiratet (American Wedding)
- 2005: Red Eye
- 2007: The Final Season – Daran wirst du dich immer erinnern (The Final Season)
- 2014: Last Wishes (Kurzfilm)

### Fernsehserien und Miniserien
- 1988: Die besten Jahre (Thirtysomething, Folge 2x03)
- 1988–1989: Falcon Crest (6 Folgen)
- 1989: Hunter (Folge 5x14)
- 1989: Wunderbare Jahre (The Wonder Years, Folge 2x16 Die Kindheit wird abgeholzt)
- 1990: Doctor Doctor (Folge 2x08)
- 1991: Liebe, Lüge, Mord (Love, Lies and Murder, Miniserie)
- 1991: Zurück in die Vergangenheit (Quantum Leap, Folge 3x20)
- 1991: Überflieger (Wings, Folge 3x03)
- 1991: L.A. Law – Staranwälte, Tricks, Prozesse (L.A. Law, Folge 6x01)
- 1991–1992: Hallo Schwester! (Nurses, 2 Folgen)
- 1994: Immer Ärger mit Dave (Dave’s World, Folge 2x04)
- 1994–1995: Hör mal, wer da hämmert (Home Improvement, 2 Folgen)
- 1995: Star Trek: Raumschiff Voyager (Star Trek: Voyager, Folge 1x01 Der Fürsorger)
- 1995: New York Cops – NYPD Blue (NYPD Blue, Folge 2x13)
- 1995: Picket Fences – Tatort Gartenzaun (Picket Fences, Folge 3x19)
- 1995: Emergency Room – Die Notaufnahme (ER, Folge 2x08)
- 1996: Verführung zum Mord (Seduced by Madness, Miniserie)
- 1996: Caroline in the City (Folge 2x02)
- 1997: Immer wieder Fitz (Cracker, Folge 1x05)
- 1998: Chicago Hope – Endstation Hoffnung (Chicago Hope, Folge 4x20)
- 1998: Dharma & Greg (Folge 2x06)
- 1999: Sliders – Das Tor in eine fremde Dimension (Sliders, Folge 4x20)
- 2000: Boston Public (2 Folgen)
- 2001: Akte X – Die unheimlichen Fälle des FBI (The X-Files, Folge 9x04)
- 2002: Becker (Folge 5x08)
- 2003: JAG – Im Auftrag der Ehre (JAG, Folge 8x13)
- 2005: Numbers – Die Logik des Verbrechens (NUMB3RS, Folge 1x08)
- 2005: Lass es, Larry! (Curb Your Enthusiasm, Folge 5x04)
- 2008: My Name Is Earl (Folge 4x09 Einer tickt nicht richtig, die Bombe schon)
- 2010: Medium – Nichts bleibt verborgen (Medium, Folge 7x06)
- 2011: Grey’s Anatomy (Folge 7x13)
- 2014: Ich war’s nicht (I Didn’t Do It, Folge 1x01)